# Centre Internet et Société
 (août 2024).
Le Centre Internet et Société (CIS) est un centre de recherche du CNRS, composé de l’unité propre de recherche « Internet et Société » (UPR 2000), créée en 2019, et du groupement de recherche « Internet, IA et Société » (GDR 2091), créé en 2020.
Il a été créé par Mélanie Dulong de Rosnay et Francesca Musiani et remplace les pôles de recherche sur le numérique de l’Institut des sciences de la communication, fermé le 31 décembre 2018.

## Groupement de recherche «Internet, IA et Société»
Le Groupement de recherche Internet, IA et Société se structure autour de trois grands axes en groupes de travail :
- Intelligence artificielle et SHS
  - Plateformes et risques algorithmiques
  - Intelligence artificielle, art et créativité
  - Santé, numérique et intelligence artificielle
  - Surveillance et manipulation des goûts et des opinions
  - Design des algorithmes de recommandation de biens culturels
  - Nouvelles technologies et justice
  - Droit et humanités numériques
  - Histoire culturelle de l’intelligence artificielle
- Politiques et régulation des réseaux
  - Politiques des communs numériques
  - Science ouverte et société
  - Gouvernance et régulation d’Internet
- Un Internet inclusif et durable
  - Capitalisme numérique et idéologies
  - Genre et espace numérique
  - Politiques environnementales du numérique
  - Participation et citoyenneté numériques

## Institut des sciences de la communication du CNRS
(décembre 2020).
L'Institut des sciences de la communication du CNRS (ISCC) était un institut créé en 2007 (au sein du Centre national de la recherche scientifique et rattaché à la présidence) ayant pour objectif le développement des Sciences de la communication avec tous les instituts du CNRS. Il était depuis le 1er janvier 2014 une unité mixte de service (UMS) associant au CNRS l'Université Paris Sorbonne et s'inscrivait dans le contrat de site Sorbonne-Universités.

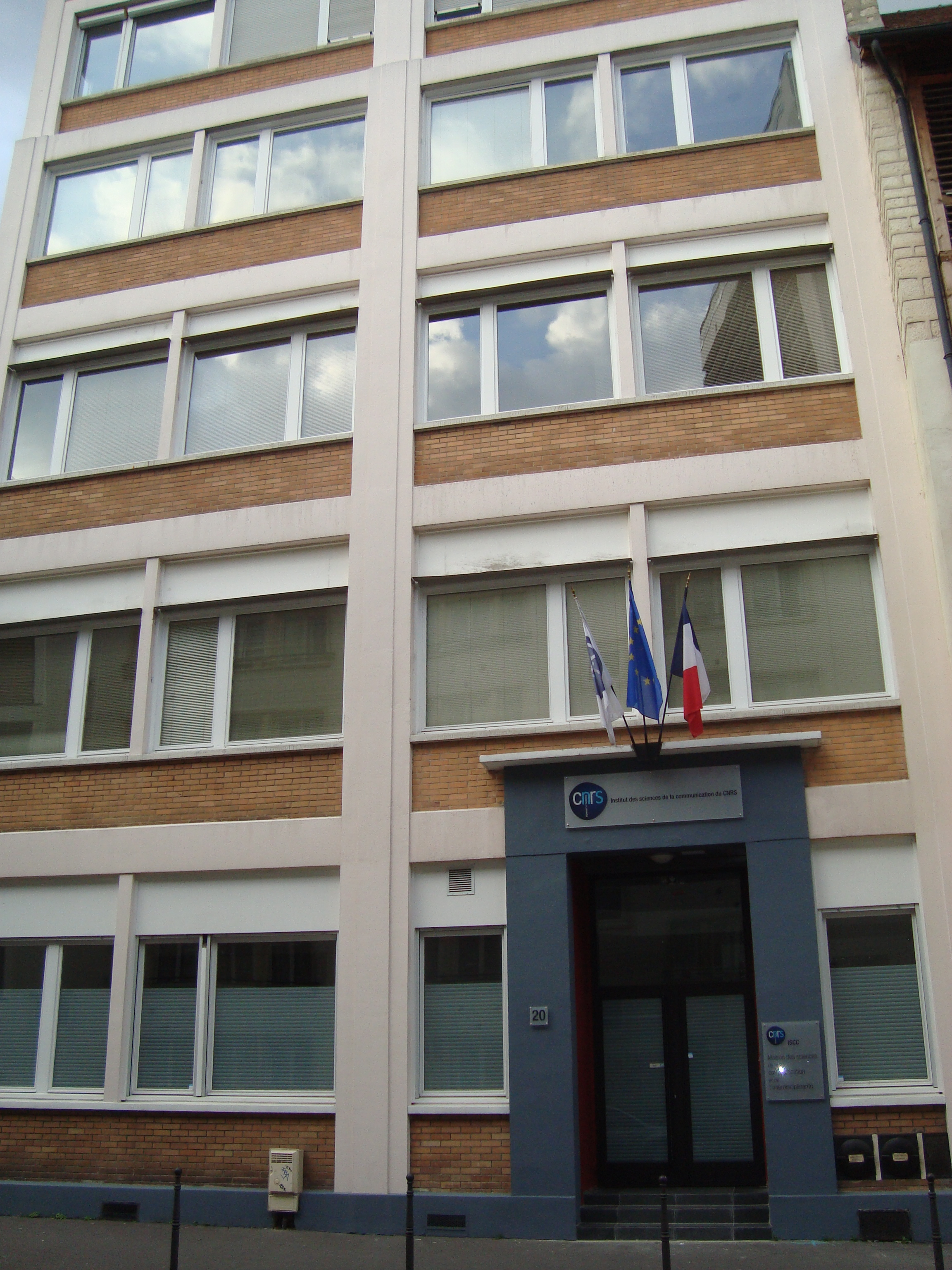
Siège de l'ancien Institut des sciences de la communication du CNRS, au 20 rue Berbier-du-Mets (Paris).

Inscrit dans l’un des cinq thèmes du Plan stratégique (CNRS 2020: Information, communication, connaissance, observation et images) l’ISCC avait pour mission de mener et d’accompagner des recherches interdisciplinaires dans le domaine des sciences de la communication. Il avait, à ce titre, organisé plusieurs actions de recherche autour des rapports entre science, technique, politique et société d’une part et de l’expertise et des controverses d’autre part, éclairant ainsi le débat socio-scientifique.
Les pôles de recherche qui formaient son organisation étaient les suivantes : Gouvernance environnementale et controverses socio-techniques, Risques, innovation, expertise, Trajectoires du numérique, Gouvernance des Communs, Frontières de l’Homme, Dynamiques de la recherche, Organisation, communication et évaluation. Ces recherches étaient accompagnées d’une veille sur les domaines analysés par les chercheurs de l’ISCC.
Fondé en 2007 par Dominique Wolton, l'ISCC était dirigé par le professeur Pascal Griset. Son équipe permanente était composée d'un directeur adjoint scientifique, d'un directeur adjoint administratif, de chercheurs titulaires ou associés et d'universitaires accueillis en délégation. Il fonctionnait sous le contrôle d'un conseil scientifique présidé par Edgar Morin.
La revue Hermès, revue éditée par CNRS Éditions, était étroitement associée à l'ISCC.
Cet institut avait son siège parisien à la Maison des sciences de la communication du CNRS, au 20, rue Berbier-du-Mets, à Paris (13e arrondissement) et disposait de pôles régionaux. Il était porteur du projet européen InsSciDE, lequel a rejoint l’UMR Sirice après la fermeture de l'institut.